# Szitka Péter
Szitka Péter (Kazincbarcika, 1976. október 20. –) magyar politikus, parlamenti képviselő 2002 és 2006 között, 2006-tól Kazincbarcika polgármestere.

## Életrajza
A kazincbarcikai Pollack Mihály Általános Iskola elvégzése után középfokú tanulmányait a miskolci Avasi Gimnázium két tannyelvű tagozatán végezte, majd felvételt nyert a Miskolci Egyetem Gazdaságtudományi Karára. Közgazdász diplomája megszerzését követően a BorsodChem Rt-nél helyezkedett el, mint gyakornok.
Anyanyelvén kívül német és angol nyelven beszél.
Első házasságából 2001. november 18-án született lánya, Orsolya. Nős, felesége: Kalácska Viola, divattervező. Iker fiai: Kolozs és Nimród 2010. október 23-án születtek.

### Politikai életrajz
- 1994-ben kapcsolódott be a Baloldali Ifjúsági Társulás munkájába Kazincbarcikán.
- 2000-től az ekkor már Fiatal Baloldallá alakult szervezet kazincbarcikai és megyei elnöke, majd országos elnöke 2004 decembere és 2005 szeptembere között.
- 2002-től 2006-ig - pártja Borsod-Abaúj-Zemplén megyei listájáról szerzett mandátumot a parlamentbe - országgyűlési képviselő.
- 2006-tól Kazincbarcika polgármestere, valamint a Kazincbarcika és Vonzáskörzete Többcélú Önkormányzati Kistérségi Társulás elnöke.
- 2010 őszén szülővárosában 5 336 szavazattal (49,91%) ismét polgármesternek választották.[1][2]
- 2014. október 12-én 5151 szavazattal (58,91%) harmadszor is polgármesterré választották Kazincbarcikán.[3]
- 2019. október 13-án 6515 szavazattal (73,98%) negyedszer is polgármesterré választották Kazincbarcikán.[4]
- 2024. június 9-én 5937 szavazattal (60,5%) győzött, újabb öt évre ő lett a város polgármestere.[5]

### Céljai 2010-ben
Azt szeretném, ha a következő ciklus derekára az elkezdett nagy volumenű beruházások, - a belváros-rehabilitáció, a herbolyai Régi-telep szociális város-rehabilitációja, a Veres Péter-, Mikszáth-lakótelep felújítása, és az ipari park – teljesen befejeződnének. Remélem, újabb pályázati lehetőségek révén nekiláthatunk a belváros-rehabilitáció második ütemének, ami a Fő térnek, az új bíróság és ügyészség előtti dísztérnek, illetve az Egressynek a komplex felújítását jelentené. Jó lenne a panel-rehabilitációt is folytatni; s minden olyan pályázati lehetőséget kihasználni az elkövetkező négy esztendőben, amellyel a kazincbarcikaiak életminőségét hosszú távon javítanánk.

### Politikai ars poeticája
Nagyon fiatalon kezdtem közélettel foglalkozni, s már a kezdetek kezdetén kifejezetten racionális embernek tartottak. Ezzel a megállapítással egyet kell, hogy értsek: logikus döntések alapján cselekvő politikusnak tartom magam, aki a humánumot sem hagyja figyelmen kívül. Úgy vélem, a racionalitás kifejezetten előnyére válik egy polgármesternek, főképpen ha ért a közgazdasági kérdésekhez. Az elmúlt négy évben városvezetőként arra törekedtem, hogy egyensúlyt teremtsek az észszerű, gazdaságos, ugyanakkor humánus településirányítás között. A továbbiakban is ezt a filozófiát szeretném követni.

## Tevékenysége
Polgármesteri tevékenysége alatt sokat fejlődött Kazincbarcika. A város oktatási és egészségügyi intézményeit európai uniós pályázatok és a város anyagi forrásainak segítségével felújíttatta. Megszépültek a belváros utcái, terei, szobrai, házai. A  KolorCity Kazincbarcika projekttel 38 kazincbarcikai lakó- és középület egy-egy homlokzata újult meg modern nagyméretű műalkotásokkal. 2011-től Kazincbarcika kerékpárút hálózata is nagy mértékben bővült. Sokat tett az egyházi, a városi sport- és civil szervezetek anyagi és erkölcsi megbecsüléséért, támogatásáért. Nagy gondot fordított a kistérség természetvédelemére, az észszerű hulladékgazdálkodásra, valamint a környékbeli gyárakkal, vállalkozókkal való együttműködésre.

## Főtanácsadó
2022. szeptember 19-én jelentették be, hogy a Demokratikus Koalíció elnökségének felkérésére árnyékkormányt alakított Dobrev Klára. Szitka Péter lett a vidéki önkormányzatokért felelős főtanácsadó, aki a sportért is felel.

## Elismerései
- Magyar Mentésügyért Érdemérem (2020)